# Sanne de Laat
Sanne de Laat (13 de febrero de 1995) es una deportista neerlandesa que compite en tiro con arco, en la modalidad de arco compuesto. Ganó una medalla en los Juegos Europeos de Minsk 2019 y tres medallas en el Campeonato Europeo de Tiro con Arco al Aire Libre entre los años 2021 y 2024.

## Palmarés internacional
| Juegos Europeos                  | Juegos Europeos     | Juegos Europeos   | Juegos Europeos |
| Año                              | Lugar               | Medalla           | Prueba          |
| -------------------------------- | ------------------- | ----------------- | --------------- |
| 2019                             | Minsk (Bielorrusia) | Medalla de plata  | Equipo mixto    |
| Campeonato Europeo al Aire Libre |                     |                   |                 |
| Año                              | Lugar               | Medalla           | Prueba          |
| 2021                             | Antalya (Turquía)   | Medalla de plata  | Equipo          |
| 2021                             | Antalya (Turquía)   | Medalla de bronce | Individual      |
| 2024                             | Essen (Alemania)    | Medalla de oro    | Equipo mixto    |